# إيزابيلا رايس
إيزابيلا رايس (بالإنجليزية: Isabella Rice)‏ هي ممثلة أمريكية، ولدت في 13 سبتمبر 2006 بلوس أنجلوس في الولايات المتحدة.

## وصلات خارجية
- إيزابيلا رايس على موقع IMDb (الإنجليزية)
- إيزابيلا رايس على موقع قاعدة بيانات الفيلم (الإنجليزية)